# Кэрью, Мэри
Мэри Луиза Кэрью (в замужестве Армстронг) (англ. Mary Louise Carew) — американская легкоатлетка. На олимпийских играх 1932 года выиграла золотую медаль в эстафете 4×100 метров. Чемпионка США в беге на 40 ярдов в помещении в 1929 — 1932 годах, а также национальная чемпионка 1930 года на дистанции 50 ярдов.

## Личная жизнь
В 1938 году вышла замуж за Уильяма Армстронга. Работала секретарём Ново-английского отделения олимпийского комитета США.